# Saint-Pierre-de-Maillé
Saint-Pierre-de-Maillé är en kommun i departementet Vienne i regionen Nouvelle-Aquitaine i västra Frankrike. Kommunen ligger i kantonen Saint-Savin som tillhör arrondissementet Montmorillon. År 2022 hade Saint-Pierre-de-Maillé 852 invånare.

## Befolkningsutveckling
Antalet invånare i kommunen Saint-Pierre-de-Maillé
| Referens: INSEE |